# Герб Верхнього Струтина
Герб Верхнього Струтина — офіційний символ села Верхній Струтинь. Автори: Володимир Мацьків та Андрій Гречило.

## Опис
Щит скошений полум'яно-хвилясто справа; верхнє поле перетяте ламано (у три виступи) на золоте та зелене поля, у золотому полі — чорний сокіл з розгорнутими крильми, у зеленому — срібна топка солі; у нижньому синьому полі — золоті стріла вістрям вгору, обабіч неї — по 10-променевій зірці, внизу — півмісяць рогами вгору. Щит вписано в декоративний картуш, увінчаний золотою сільською короною з трьох колосків.  
Поділ щита герба полум’яно-хвилястим скошенням символізує головну водну артерію села р. Чечву. Верхня частина перетята на золоте і зелене поле. Золото символізує знатність і багатство, золота полум’яна смуга символізує поклади жовтої глини, на яку багатий Верхній Струтин (в минулому на території села діяло кілька цегелень на яких з місцевої глини випалювали доброякісну цеглу). Зелений колір символізує багатство села – ліси, водночас в геральдиці зелений колір втілює достаток, волю, надію, радість. Ламаний поділ – це стилізоване зображення гір. Гори в селі мають велике значення. В давнину вони слугували людям місцем для захисту і оборони. Оскільки село є першим селом гірської смуги, то значення гір тут ще більше. Найвища точка села г. Сокіл (544 м) в минулому відігравала важливу роль в обороні краю. Ймовірно, що з цією горою пов’язане походження назви села (перше поселення отримало назву Струтин  від дієслова «трутити» – зіштовхувати). У золотому полі зображений сокіл повернутий головою вправо. Сокіл – це особлива гора, це початок села.
В зеленому полі зображена срібна топка солі. Сіль була важливим фактором, що посприяв появі поселення на цій землі. Колись на території села розроблялось кілька родовищ кухонної солі. Саліна діяла в селі з незапам’ятних часів і припинила своє існування після другої світової війни. Значні поклади кухонної солі та інших ресурсів (торф і нафта) матимуть велике значення в розвитку села. Це його перспектива.
Так, як в історії села Струтинські гербу Сас відіграли значну роль і багато мешканців села є їх нащадками правобічне поле представлене у вигляді основних, дещо варійованих, елементів гербу Сас. Синє поле ( в геральдиці синій колір символізує величність, расу, ясність),  в якому розміщується стріла, яка з низу супроводжується золотим півмісяцем, який на кінцях увінчаний двома десятипроменевими зірками. Струтинських було десять родин: Берлич, Боркович, Білевич, Дажкович, Ілітич, Калинович, Ковалевич, Павлович, Проташевич, Завадцік, і кожен промінь символізує одну родину. В геральдиці зірка символізує рух до цілі, є атрибутом свободи, натхнення і характеру. Стріла символізує готовність до збройної боротьби, військову готовність. Півмісяць символізує перемогу над мусульманством (Саси брали участь у хрестових походах).
Щит обрамований декоративним картушем та увінчаний короною з колосків. Тризубцева корона – стилізоване зображення історичної споруди – замку-фортеці, яка розташовувалась на горі Сокіл.  

## Посилання

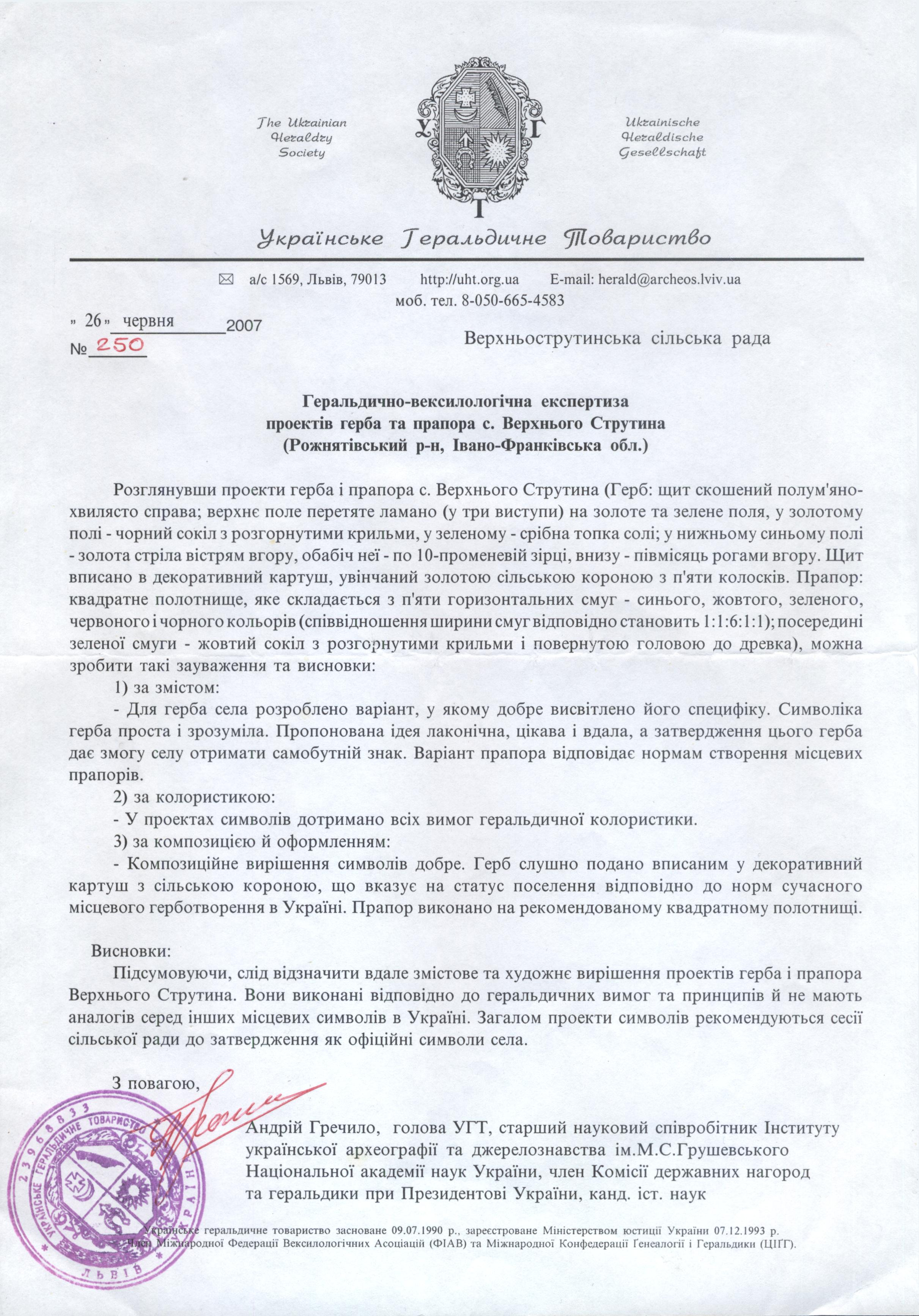
Геральдично-вексилологічна експертиза